# Lựu đạn gây choáng
 Một quả lựu đạn gây choáng  là một thiết bị nổ ít gây chết người được sử dụng để tạm thời làm mất phương hướng cảm giác của đối thủ. Nó được thiết kế để tạo ra một tia sáng chói lóa khoảng 7 megacandela (Mcd) và một tiếng nổ lớn mạnh hơn 170 decibel (dB). Nó được sử dụng lần đầu tiên bởi Lực lượng hàng không đặc biệt của Quân đội Anh vào cuối những năm 1970.
Đèn flash kích hoạt trong giây lát tất cả các tế bào cảm quang trong mắt, làm mờ nó trong khoảng năm giây. Sau đó, các nạn nhân nhận thấy một dư ảnh làm suy yếu tầm nhắm của họ. Âm lượng cực lớn của vụ nổ cũng gây ra điếc tạm thời ở nạn nhân và cũng làm rối loạn chất lỏng trong tai, gây mất thăng bằng. Mặc dù có ý định không gây chết người, vụ nổ gây chấn động vẫn có khả năng gây thương tích và nhiệt được tạo ra được biết là có thể làm cháy các vật liệu dễ cháy. Các vụ hỏa hoạn xảy ra trong cuộc bao vây Đại sứ quán Iran ở London là do lựu đạn gây choáng khi tiếp xúc với các vật dễ cháy.

## Thiết kế
Các chuyên gia kỹ thuật người Anh đã tạo ra quả lựu đạn "flash bang" hoặc "stun" đầu tiên cho lực lượng Hàng không Đặc biệt chống khủng bố.
Không giống như lựu đạn phân mảnh, lựu đạn gây choáng được chế tạo với vỏ được làm nguyên vẹn trong quá trình xì hơi và tránh thương tích phân mảnh, trong khi có những vết cắt tròn lớn để cho phép ánh sáng và âm thanh của vụ nổ xuyên qua. Nó chứa hỗn hợp chất oxy hóa kim loại pháo hoa của magiê hoặc nhôm và chất oxy hóa như kali perchlorat hoặc kali nitrat.

## Hiểm họa
Trong khi lựu đạn gây choáng được thiết kế để hạn chế chấn thương cho mục tiêu của họ, mất thính giác vĩnh viễn đã được báo cáo. Nó cũng đã gây ra các thương tích và tử vong khác, thường là khi một quả lựu đạn phát nổ gần người hoặc do các vụ cháy gây ra bởi vụ nổ.